# Miracolo eucaristico di Blanot
Il miracolo eucaristico di Blanot sarebbe avvenuto nell'omonima cittadina francese nell'anno 1331: mentre un sacerdote distribuiva la comunione, un frammento dell'ostia consacrata si sarebbe trasformato in una goccia di sangue.

## Storia
Il 31 marzo 1331, giorno di Pasqua, don Hugues de Baulmes, parroco di Blanot - piccolo centro della Borgogna - stava distribuendo la comunione durante la messa. A quei tempi era consuetudine che due persone tenessero una tovaglia aperta davanti al presbiterio, durante le affollate celebrazioni festive, per impedire che qualche particola cadesse a terra.
Dopo aver distribuito l'ultima ostia, data a un'anziana vedova di nome Jacquette Renaud d'Effours, uno dei due assistenti, di nome Tommaso Caillot, avvertì il parroco perché un frammento della particola si era staccato ed era caduto sulla tovaglia: quando il celebrante cercò di recuperarlo, il frammento si sarebbe trasformato in una goccia di sangue. Don Hugues ritagliò il pezzo di stoffa interessato e lo conservò in un reliquiario.
Il vescovo Pietro Bertrand, informato dei fatti, nominò una commissione di inchiesta, di cui facevano parte Jean Javroisier, ufficiale di curia, Ugo Chapelot, arciprete di Lucenay e Stefano Angovrand, notaio regio e apostolico. Dopo l'esame dei testimoni, il vescovo dichiarò che quanto accaduto era di origine soprannaturale, e il Papa Giovanni XXII concesse indulgenze particolari per i pellegrini.
La reliquia, posta in una teca di cristallo, è tuttora venerata, in particolare nel giorno del Corpus Domini, nella chiesa locale, risalente al XII secolo.